# وایتن
وایتن (به آلمانی: Weiten) یک منطقهٔ مسکونی در اتریش است که در ناحیه ملک واقع شده‌است. وایتن ۱٬۱۵۳ نفر جمعیت دارد.